# Haliplus flavicollis
Haliplus flavicollis (лат.) — вид жуков-плавунчиков.
Распространён в Восточной Европе, на юг до Пиренеев, Италии и севера Балканского полуострова, а также в Западной Сибири, от Турции до Закавказья, Туркестана, Казахстана и Китая; возможно, распространён в Египте и Мароккое.
Длина тела имаго 3,4—4,1 мм. Тело немного удлинённое, сверху приплюснутое.